# Edward Van Sloan
Edward Van Sloan (San Francisco, 1º novembre 1882 – San Francisco, 6 marzo 1964) è stato un attore statunitense.
Celebre per aver interpretato il personaggio del Professor Abraham Van Helsing in due film della saga di Dracula della Universal, Dracula (1931) di Tod Browning e La figlia di Dracula (1936).
Interpretò anche altri due ruoli del professore antagonista del mostro Universal di turno, il Prof. Waldman in Frankenstein (1931) e il dottor Muller in La mummia (1932).

## Filmografia parziale
- Calunniata (Slander), regia di Will S. Davis (1916)
- Dracula, regia di Tod Browning (1931)
- Frankenstein, regia di James Whale (1931)
- Under 18, regia di Archie Mayo (1931)
- Manhattan Parade, regia di Lloyd Bacon (1931)
- Behind the Mask, regia di John Francis Dillon (1932)
- Man Wanted, regia di William Dieterle (1932)
- La mummia (The Mummy), regia di Karl Freund (1932)
- Bacio mortale (The Death Kiss), regia di Edwin L. Marin (1932)
- L'ora tragica (The Last Mile), regia di Samuel Bischoff (1932)
- Lo scandalo dei miliardi (Billion Dollar Scandal), regia di Harry Joe Brown (1932)
- Lo zio in vacanza (The Working Man), regia di John G. Adolfi (1933)
- L'ultimo Adamo (It's Great to Be Alive), regia di Alfred L. Werker (1933)
- La distruzione del mondo (Deluge) di Felix E. Feist (1933)
- La donna nell'ombra (The Life of Vergie Winters), regia di Alfred Santell (1934)
- Gli ultimi giorni di Pompei (The Last Days of Pompeii), regia di Ernest B. Schoedsack, Merian C. Cooper (1935)
- È scomparsa una donna (Three Kids and a Queen), regia di Edward Ludwig (1935)
- Il mistero della camera nera (The Black Room), regia di Roy William Neill (1935)
- La figlia di Dracula (Dracula's Daughter), regia di Lambert Hillyer (1936)
- Notte bianca (The Doctor Takes a Wife), regia di Alexander Hall (1940)
- Prima che mi impicchino (Before I Hang), regia di Nick Grinde (1940)
- Lo sguardo che uccide (The Mask of Diijon), regia di Lew Landers (1946)
- Il verdetto (Sealed Verdict), regia di Lewis Allen (1948)
- Delitto in prima pagina (The Underworld Story), regia di Cy Endfield (1950)